# Patrick Cowley
Patrick Joseph Cowley (Búfalo (Nueva York), 19 de octubre de 1950-San Francisco, 12 de noviembre de 1982) fue un productor, compositor y tecladista estadounidense. Es uno de los abanderados de la música disco y también uno de los precursores del sonido Hi-NRG junto a Bobby Orlando y el cantante y estrella disco Sylvester. 
Con su música y composiciones repletos de innovadores sintetizadores, además de realizar mezclas de los éxitos del momento, se dio a la tarea de crear un sonido puro y característico lleno de vitalidad, con lo cual refrescó el sonido Discoteque de fines de los años 1970. 
Compositor, arreglista y mezclador de éxitos y hits mundiales como "Menergy" y "Do You Wanna Funk" (con Sylvester en la voz), "Megatron Man", "Mind Warp", "Invasion", "Get a little", "Lift Off", solo por mencionar algunos.
Realizó arreglos a canciones de algunos de los artistas más renombrados en el medio dance de la época, entre los cuales destacan Donna Summer y Sylvester.
Su música y la integración de vocalistas catapultó a cantantes como Paul Parker, Linda Imperial o Frank Loverde.
Falleció el 12 de noviembre de 1982, a los 32 años, por complicaciones derivadas del SIDA, siendo una de las primeras víctimas famosas de esta enfermedad.

## Discografía
- Menergy (1981)

1. Menergy
2. Wanna Take You Home
3. X-Factor
4. Got a Line On You
5. Menergy (Reprise)

- Megatron Man (1981)

1. Megatron Man
2. Sea Hunt
3. Teen Planet
4. Get A Little
5. Lift Off
6. Thank God For Music

- Mind Warp  (1982)

1. Tech-No-Logical World
2. Invasion
3. They Came At Night
4. Mind Warp
5. Primitive World
6. Mutant Man
7. Goin' Home